# Covellit

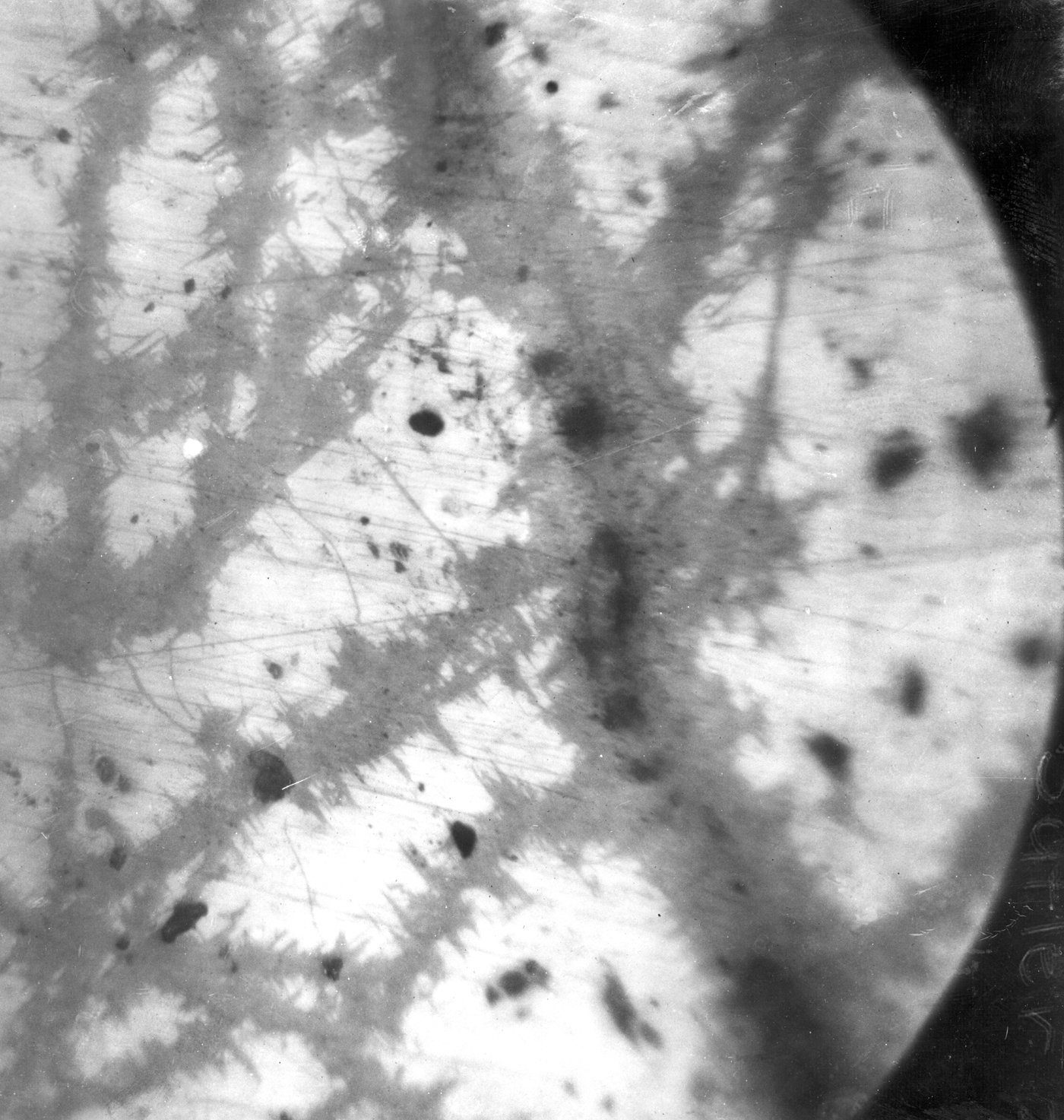
Covellite (màu xám) thay thế và thắp sáng chalcopyrite (ánh sáng), phần đánh bóng của Horn Silver Mine San Francisco Mining District, Utah. Mở rộng đường kính 210

Covellit (cũng được biết đến như covellin) là một khoáng vật hiếm của đồng sulfide với các công thức CuS. Khoáng chất này có màu xanh,  có mặt ở khắp mọi nơi trong quặng đồng, nó không phải là một quặng quan trọng của đồng, mặc dù nó được biết đến với các nhà sưu tập khoáng sản.
Khoáng chất tương tự với nó là chalcocit  được tìm thấy với và như chất phủ trên chalcocit, chalcopyrit, bornit, enargit, pyrit và các sulfide khác, nó thường xuất hiện ở thể giả dạng các khoáng chất khác. Mặc dù sự xuất hiện rất hiếm hoi như là một núi lửa cao nguyên, nơi tìm thấy đầu tiên là ở Mount Vesuvius bởi Nicola Covelli (1790-1829).

## Thành phần
Covellit thuộc nhóm đồng sulfide nhị phân, có công thức CuSy và có tỉ lệ đồng/lưu huỳnh từ 1:2 đến 2:1 (Cu/S).,,
Tuy nhiên, chuỗi này không liên tục và chiều rộng của chuỗi covellit là hẹp. Vật liệu giàu sulfide CuSx x~ lớn 1,1 - 1.2 không tồn tại.
Trong thực tế, cấu trúc nguyên tử cho thấy rằng đồng và lưu huỳnh mỗi thông qua hai hình học khác nhau. Tuy nhiên quang điện tử quang phổ, và điện từ, tất cả cho thấy sự vắng mặt của ion Cu2+ (d9). Trái ngược với CuO, không phải là một từ bán dẫn. Vì vậy, những khoáng là tốt hơn mô tả như là bao gồm Cu+ và S− chứ không phải là (Cu2+ và S2−).
Như đã xảy ra trong cấu trúc pyrit, vỏ không khép kín S- trải qua việc ghép nối thành dạng S2−
2, nhưng điều thú vị là chỉ có 2/3 trong số các nguyên tử lưu huỳnh. 1/3 số  lưu huỳnh khác vẫn lẻ và cùng với các nguyên tử Cu tạo thành các lớp lục giác gợi nhớ lại boron nitride (cấu trúc graphit).

## Sự hình thành
Covellit thường được tìm thấy như một khoáng chất đồng thứ cấp trong các mỏ. Nó hiếm khi là khoáng vật chính trong các trầm tích đồng, và thậm chí ít có khả năng được tìm thấy. Covellit được biết là tạo thành trong môi trường gần bề mặt trong các mỏ mà ở đó là  đồngsulfide sơ cấp. Là khoáng chất chủ yếu, sự hình thành covellit bị giới hạn trong các điều kiện nhiệt dịch.
Cấu trúc tinh thể độc đáo của covellit có liên quan đến điều kiện hình thành của nó. Phân biệt của nó dựa vào điều kiện tạo oxy hóa trong quá trình tạo thành. Quá trình tổng hợp covellit cho thấy nó trải qua một quá trình oxy hóa phức tạp, và sự hình thành của nó phụ thuộc vào trạng thái và lịch sử của các sulfide có liên quan. Bằng chứng thực nghiệm cho thấy amoni metavanadat (NH4VO3) trở thành chất xúc tác quan trọng cho sự chuyển đổi trạng thái rắn của covellit từ các sulfide đồng khác.

## Sự xuất hiện địa chất

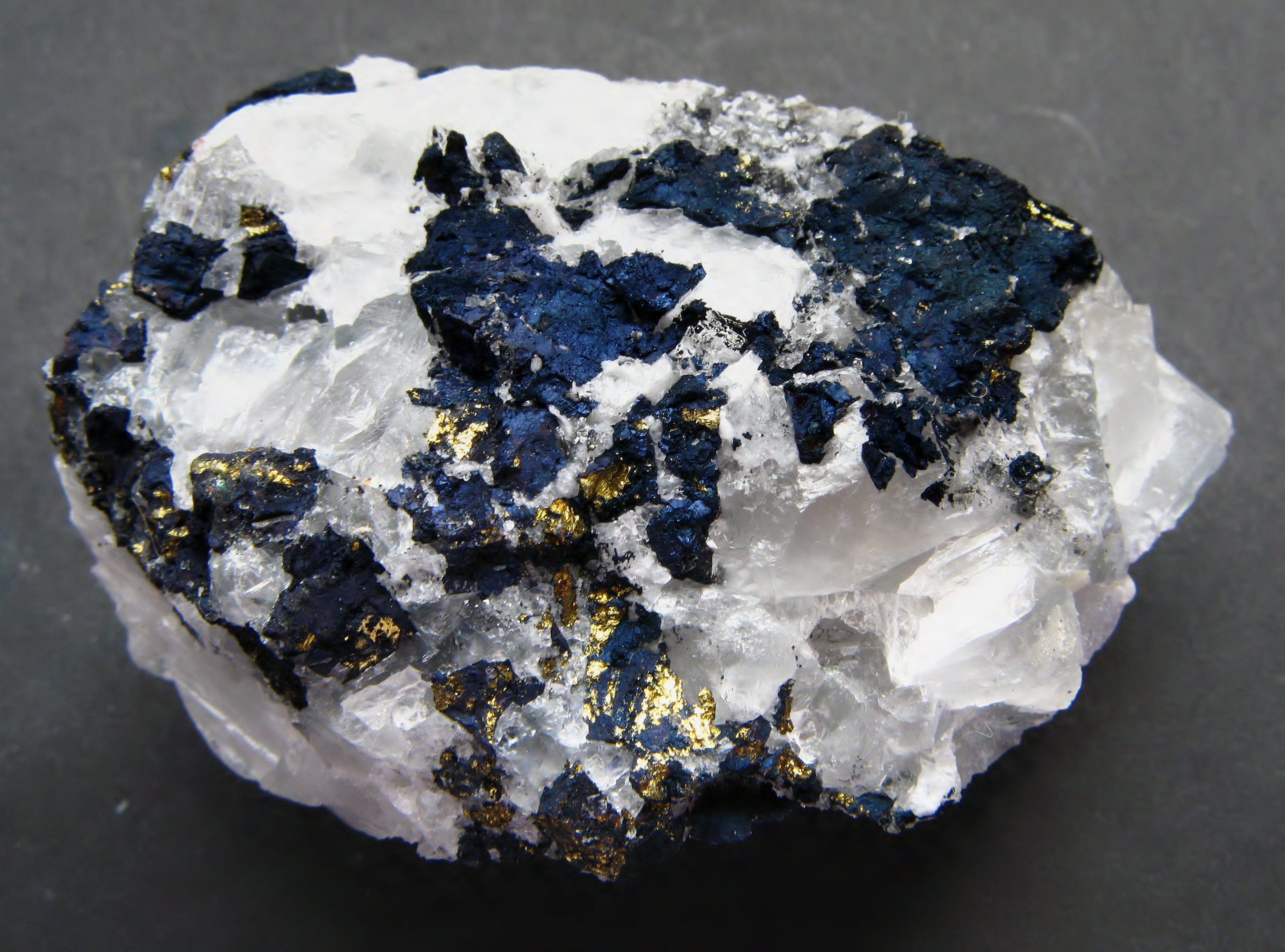
Covellite từ Rừng Đen, Đức

Covellit là được tìm thấy lần đầu ở Hoa Kỳ. Tại quận Silver Bow, Montana, covellit đã được tìm thấy trong tĩnh mạch ở độ sâu 1,150 m (3 ft 9,3 in). Là một khoáng chất thứ cấp, covellit cũng hình thành trên bề mặt vùng làm giàu chất siêu phân tử và oxy hóa covellit trên các hypogene sulfide (pyrit và chalcopyrit). Ở địa phương khác, các phát hiện của covellit trong vòm muối và tại mỏ đồng McCellan quận Foard, Texas. Một sự xuất hiện bất thường của covellit đã được tìm thấy ở các mảnh vụn hữu cơ trong Red beds của New Mexico.
Nó đã cũng được báo cáo từ Calabona, Alghero  Sardegna; ở Bor (Serbia); từ Leogang, Salzburg, Áo, ở Dillenburg, Hesse và Sangerhausen, Sachsen, Đức từ Kedabek, dãy núi Kavkaz, Nga và trong mỏ Bou-Skour quận Bou Azzer, Morocco.

## Ứng dụng
Covellit là chất siêu dẫn mới xuất hiện tự nhiên đầu tiên. Hợp chất CuS3 /CuS2 cho phép một điện tử dư thừa tạo điều kiện cho siêu dẫn trong các trạng thái đặc biệt, với sự mất nhiệt đặc biệt. Khoa học vật liệu hiện đang nhận thức được một số tính chất thuận lợi của covellit và một số nhà nghiên cứu đang cố gắng tổng hợp covellit.. Gramp et al. (2006) phát hiện ra rằng covellit cũng có thể được sản xuất trong phòng thí nghiệm dưới điều kiện kị khí bởi vi khuẩn sulfat làm giảm ở nhiệt độ khác nhau. Nó đã được chứng minh thực nghiệm rằng sự hiện diện của vanadat amoni rất quan trọng trong sự chuyển đổi trạng thái rắn của đồng sulfide khác với tinh thể covellit.